# Aspilatopsis lacuum
Aspilatopsis lacuum là một loài bướm đêm trong họ Geometridae.